# Thomas Gullickson
Thomas Gullickson est un prélat catholique américain, nonce apostolique émérite en Suisse et au Liechtenstein (en).

## Biographie

### Enfance et études
Thomas Edward Gullickson naît la 14 août 1950 à Sioux Falls, dans le Dakota du Sud. En 1985, il soutient une thèse de droit canonique intitulée « L’évêque diocésain, modérateur et promoteur du ministère de la Parole. Une étude comparée de la législation tridentine et du code de droit canonique de 1983. »  à l’université pontificale grégorienne.

### Prêtre
Gullickson est ordonné prêtre par Lambert Anthony Hoch (en) le 27 juin 1976 et incardiné au diocèse de Sioux Falls. Entré le 1er mai 1985 au service diplomatique du Vatican, il exerce ses fonctions dans les représentations diplomatiques du Saint-Siège de plusieurs pays. Il est notamment, jusqu'en 2004, conseiller à la nonciature d'Allemagne.

### Nonce apostolique

#### Aux Antilles
Le 2 octobre 2004, le pape Jean-Paul II le nomme nonce apostolique à Trinité-et-Tobago (en), aux Bahamas (en), en Dominique (en), à Saint-Christophe-et-Niévès (en), à Sainte-Lucie (en), et à Saint-Vincent-et-les-Grenadines (en) et lui attribue le titre d’archevêque titulaire de Bomarzo (Polymartium). Il devient aussi délégué apostolique aux Antilles. Il est consacré par Giovanni Lajolo, le secrétaire aux relations avec les États le 11 novembre avec comme co-consécrateurs Robert Carlson et Paul Vincent Dudley (en). Le 15 décembre, il est aussi nommé nonce à Antigua-et-Barbuda (en), à la Barbade (en), en Jamaïque (en), au Guyana (en) et au Suriname (en), ainsi qu’à Grenade (en) le 20 décembre.

#### En Ukraine
Le 21 mai 2011, il est nommé à la nonciature d’Ukraine (en) et remet ses lettres de créance le 16 novembre 2011. Arrivé dans le pays en septembre, il est en poste durant la crise ukrainienne. En septembre 2014, dans une présentation à l’Aide à l'Église en détresse, il dénonce « la déstabilisation [du pays], pour beaucoup imputable aux ravages commis, encore maintenant, de la part de l’oligarchie criminelle de l'Ukraine même, et exacerbée par l'agression russe contre son intégrité territoriale et sa souveraineté ». À son départ, il estime que l’archevêque majeur de l’Église grecque-catholique ukrainienne doit avoir « [pas nécessairement le même titre mais] le même statut légal qu’un patriarche ».

#### En Suisse et au Liechtenstein
Le 5 septembre 2015, il est transféré à la nonciature apostolique en Suisse, dont le nonce est aussi accrédité auprès du Liechtenstein. Il est officiellement accrédité à Berne le 13 octobre et à Vaduz le 26. Il s’oppose à la communion pour les divorcés-remariés, et ainsi est fidèle à une certaine tradition d'interprétation des paroles de Jésus dans l’Évangile (cf. Mt 19).
En octobre 2020, il annonce sur son blog personnel que le pape François a accepté sa démission qui prend effet le 31 décembre. Il se retire alors dans ses terres natales.